# Ніжинське (зупинний пункт)
Нíжинське — пасажирський залізничний зупинний пункт Київської дирекції Південно-Західної залізниці на електрифікованій лінії Ніжин — Київ-Пасажирський між зупинним пунктом Володькова Дівиця та станцією Ніжин. Розташований поруч із селом Ніжинське Ніжинського району Чернігівської області.

## Історія
Зупинний пункт відкритий наприкінці 1990-х років.
У 1964 році лінію, на якій розташований зупинний пункт, електрифіковано змінним струмом (~25 кВ).
3 серпня 2023 року, відповідно до Закону України «Про географічні назви», Програми дерусифікації інфраструктури залізничного транспорту АТ «Укрзалізниця», затвердженої рішенням правління від 28 листопада 2022 року, Методичних рекомендацій щодо внесення змін до Тарифного керівництва № 4 залізниць України та ведення електронної бази даних Тарифного керівництва № 4, затверджених наказом Укрзалізниці від 14 липня 2015 року № 230-Ц/од, зупинний пункт Григоро-Іванівка перейменований в Ніжинське, за однойменною назвою села, що розташоване поруч.

## Пасажирське сполучення
На зупинному пункті Ніжинське зупиняються приміські електропоїзди Ніжинського напрямку.